# Sabacon mitchelli
Espèce
Sabacon mitchelli est une espèce d'opilions dyspnois de la famille des Sabaconidae.

## Distribution
Cette espèce est endémique de Caroline du Nord aux États-Unis. Elle se rencontre dans le comté de Yancey sur le mont Mitchell.

## Description
La femelle holotype mesure 2,7 mm.
Le mâle décrit par Shear en 1975 mesure 1,83 mm et la femelle 2,71 mm.

## Systématique et taxinomie
Cette espèce a été décrite par Crosby et Bishop en 1924.

## Étymologie
Son nom d'espèce lui a été donné en référence au lieu de sa découverte, le mont Mitchell.

## Publication originale
- Crosby & Bishop, 1924 : « Notes on the Opiliones of the southeastern United States with descriptions of new species. » The Journal of the Elisha Mitchell Scientific Society, vol. 40, p. 8–26.